# Pupa Çayı
La rivière de Pupa (Pupa Çayı) est un cours d'eau de  Turquie coupé par le barrage de Uluborlu. Cette rivière se jette dans le lac d'Eğirdir. 